# Hengstbach (Halbammer)
Der Hengstbach ist ein Fließgewässer im nördlichen Ammergebirge im Gebiet der Gemeinde Saulgrub im bayerischen Landkreis Garmisch-Partenkirchen. Nach etwa fünf Kilometer langem Lauf ungefähr nach Norden mündet er von rechts in die Halbammer.

## Geographie

### Verlauf
Der Hengstbach entsteht an der Nordseite des Brunnberggrates unterhalb des Teufelstättkopfes. Er fließt weitgehend nordwärts und nimmt dabei seinen größten Zufluss Klausenbach von links auf. Weiter abwärts steht die Hubertuskapelle am rechten Hangfuß.
Schließlich mündet der Hengstbach nach 4,8 km langem Lauf von rechts in die Halbammer.

### Einzugsgebiet
Das in den Ammergauer Alpen liegende Einzugsgebiet ist 10,7 km² groß, liegt zur Gänze im Gemeindegebiet von Saulgrub und im Naturschutzgebiet Unterammergauer Forst. Außer an den höchsten Lagen entlang der südlichen Wasserscheide, wo mit 1758 m ü. NHN am Südosteck auf dem Teufelstättkopf der höchste Punkt liegt, ist es weit überwiegend bewaldet und ohne Besiedlung.
Jenseits dieser prominentesten Wasserscheide fließt im Süden die Linder ostwärts, die weit oberhalb der Halbammer in die Ammer mündet. Hinter der östlichen liegt das Einzugsgebiet der Schleifmühllaine und länger der Scherenauer Laine, die zwischen der Linder und der Halbammer die Ammer speisen. Im Westen läuft der rechte Oberlauf Bayerbach der Halbammer zu dieser.

### Zuflüsse
Hierarchische Liste der Zuflüsse, jeweils von der Quelle zur Mündung.
Auswahl.
- Lippenwandgraben, von rechts und Südosten auf ca. 1032 m ü. NHN
- Klausenbach, von links und Südwesten auf ca. 1000 m ü. NHN an der Blauen Gumpe
  - Lausbach, von rechts und Südsüdosten auf ca. 1034 m ü. NHN
- Neugläger Graben, von rechts und Osten auf ca. 970 m ü. NHN nahe der Hubertuskapelle
- Schönleitengraben, von rechts und Osten auf ca. 920 m ü. NHN